# Novi Senkovac
Novi Senkovac falu Horvátországban Verőce-Drávamente megyében. Közigazgatásilag Szalatnokhoz tartozik.

## Fekvése
Verőcétől légvonalban 31, közúton 37 km-re délkeletre, községközpontjától 7 km-re északkeletre, Nyugat-Szlavóniában, a Drávamenti-síkságon, Medinci és Vraneševci között fekszik.

## Története
Elődje a 18. században a verőcei uradalom Senkovce nevű majorja volt, mely azonban nem a mai Novi Senkovac területén, hanem attól nyugatra, a mai Markovo területén feküdt. Novi Senkovac 1942-ben keletkezett, amikor a horvát Zagorje területéről ötven szegény horvát család települt le itt. Lakosságát 1948 óta számlálják önállóan. 1954-ben felépült és megnyílt a település iskolája. 1965-ben megalapították az önkéntes tűzoltóegyletet. Felépült a közösségi ház, majd a templom is, melyet Szent Bertalan apostol tiszteletére szenteltek. 1991-ben a falu lakosságának 90%-a horvát, 5%-a szerb nemzetiségű volt. 2011-ben a településnek 301 lakosa volt.

## Lakossága
| Lakosság változása | Lakosság változása | Lakosság változása | Lakosság változása | Lakosság változása | Lakosság változása | Lakosság változása | Lakosság változása | Lakosság változása | Lakosság változása | Lakosság változása | Lakosság változása | Lakosság változása | Lakosság változása | Lakosság változása | Lakosság változása |
| ------------------ | ------------------ | ------------------ | ------------------ | ------------------ | ------------------ | ------------------ | ------------------ | ------------------ | ------------------ | ------------------ | ------------------ | ------------------ | ------------------ | ------------------ | ------------------ |
| 1857               | 1869               | 1880               | 1890               | 1900               | 1910               | 1921               | 1931               | 1948               | 1953               | 1961               | 1971               | 1981               | 1991               | 2001               | 2011               |
| 0                  | 0                  | 0                  | 0                  | 0                  | 0                  | 0                  | 0                  | 398                | 432                | 632                | 655                | 501                | 476                | 366                | 301                |

## Gazdaság
Lakói főként a mezőgazdaságból és állattartásból élnek. A falu mellett az ország egyik legnagyobb és legkorszerűbb sertéstelepe működik.

## Nevezetességei
Szent Bertalan apostol tiszteletére szentelt római katolikus temploma 1991/92-ben épült. 1992-ben szentelte fel Franjo Kuharić zágrábi érsek. Egyhajós épület, félköríves apszissal. A szentély az északi oldalon található. A déli homlokzat felett áll a zömök, piramis alakú toronysisakkal fedett harangtorony. A templomon kívül a temetőben egy kápolna is áll, melyet nemrégiben újítottak fel.

## Oktatás
A település iskolája 1954-ben nyílt meg. Ma a szalatnoki Josip Kozarac elemi iskola alsó tagozatos elemi iskolája működik itt.